# Сметана, Бедржих
Бедржих Сме́тана (чеш. Bedřich Smetana [ˈbɛdr̝ɪx ˈsmɛtana], при крещении получил имя Фри́дрих (нем. Friedrich); 2 марта 1824, Литомишль, Австрийская империя — 12 мая 1884, Прага, Австро-Венгрия) — чешский композитор, пианист и дирижёр, основоположник чешской национальной композиторской школы.

## Биография
Родился в семье пивовара Литомишльского замка Франтишка Сметаны и его супруги Барборы Линковой. Рос и воспитывался в немецкоязычной стране, но несмотря на запрет властей, дома говорили только по-чешски, и мальчика обучили грамоте на родном языке. Позднее, во время учёбы в гимназии, на взгляды Бедржиха оказал влияние преподаватель Вацлав Дивок, прививавший гимназистам любовь к национальной культуре. В эти годы среди друзей Сметаны был Карел Гавличек, будущий чешский политик-националист.
Франтишек Сметана был скрипачом-любителем, и свои первые уроки музыки Бедржих получил у отца. В четыре года мальчик начал играть на скрипке и фортепиано, в 1830 году в шестилетнем возрасте впервые выступил на публике как пианист (исполнив переложение увертюры к опере «Немая из Портичи»), а в 1832 году сочинил свою первую пьесу для фортепиано — галоп ре мажор. В гимназические годы Бедржих играл в камерных ансамблях и оркестрах и продолжал писать фортепианные пьесы — обычно весёлые польки («Луизина полька», «Воспоминания о Ново-Месте»). В это время творчество Сметаны испытывало сильное влияние современной ему салонной развлекательной музыки немецких и итальянских авторов.
По окончании школы отец отправил Бедржиха в Пльзень для получения юридического образования. Там юноша прожил три года в семье дяди, профессора Йозефа Сметаны, также способствовавшего развитию у него патриотических взглядов. В Праге Бедржих уделял много внимания изучению творчества таких композиторов как Бетховен, Берлиоз Шопен и Шуман, а также мастеров виртуозного пианизма — Мошелеса, Гуммеля, Тальберга, посещал концерты Ференца Листа. Наконец, в 1843 году он решил полностью посвятить себя музыке, оставил занятия юриспруденцией и переехал в Прагу.
В Праге Сметана первое время зарабатывал на жизнь игрой на фортепиано в богатых домах, а с 1844 по 1847 год служил домашним преподавателем музыки у графа Леопольда Туна. В эти годы он и сам брал уроки фортепианной игры и композиции у Йозефа Прокша. Занятия у Прокша посещала также Катаржина Коларова — будущая жена Сметаны. Личное знакомство с Робертом и Кларой Шуман переросло в оживлённую переписку. В собственных произведениях Сметаны этого периода отчётливо прослеживается влияние шумановского стиля — это относится в первую очередь к серии фортепианных пьес «Экспромты и багатели», изданной в 1844 году. Позже Сметана познакомился с Берлиозом и Листом, с которым у него с 1846 года установились тесные дружеские отношения.
После того, как концертное турне Сметаны по Западной Богемии обернулось в финансовом отношении провалом, он решил сосредоточиться на карьере композитора. Кроме того, он вынашивал планы открытия в Праге собственной музыкальной школы, которыми поделился с Листом. Тот в ответ пожертвовал на открытие школы 400 флоринов. Растроганный Сметана посвятил другу свой опус «Шесть характерных пьес», который был издан также при поддержке Листа. Музыкальная школа Сметаны открылась в Праге в конце лета 1848 года. Среди его учеников — Ян Людевит Прохазка.
1848 год стал для восточной части Австрийской империи временем революционных событий, демонстрировавших пробуждение национального сознания венгров, чехов, словаков и других народов империи. В этих событиях принимал участие и Сметана. В это время им был написан ряд произведений патриотического и революционного содержания — среди них «Ликующая увертюра», «Песня свободы» на слова Яна Коллара, «Марш Национальной гвардии» и «Марш Пражского студенческого легиона». После подавления восстания композитор вернулся к повседневной жизни, однако в его произведениях регулярно продолжали звучать мотивы чешской народной музыки. В форме народных танцев были в частности написаны в 1851 году фортепианные композиции «Три поэтические польки» и «Три салонные польки». В то же время Сметана демонстрировал вполне верноподданническое поведение и в 1850—1851 годах некоторое время замещал Катарину Кожелуг-Чиббини в качестве придворного пианиста Фердинанда I. В 1854 году композитор создал свою единственную симфонию — «Триумфальную» (в которой звучит мелодия австрийского гимна авторства Гайдна) и изъявлял желание посвятить её бракосочетанию императора Франца Иосифа, но эта инициатива была отклонена имперским двором, по-видимому, уже на ранней стадии.
В 1849 году Сметана женился на Катаржине Коларовой. В этом браке родились четыре дочери, старшая из которых умерла в возрасте пяти лет. Её памяти отец в 1855 году посвятил горестное трио соль минор. Личное горе и чувство ненужности на родине заставили Сметану в следующем году принять предложение отправиться в Гётеборг в Швеции, где он занял посты пианиста, хормейстера и дирижёра Филармонического общества. Одновременно он также продолжал давать уроки музыки. В годы пребывания в Швеции он часто посещал проживавшего в Веймаре Листа, под чьим влиянием создал ряд произведений в новом для себя жанре симфонической поэмы — «Ричард III» (по одноимённой исторической хронике Шекспира), «Хакон-ярл» (по произведению датского поэта Эленшлегера) и «Лагерь Валленштейна» (по предложению Яна Коллара эта музыка сочинялась как вступление к драме Шиллера «Валленштейн»). В последнем случае композитору удалось привнести в музыку, продиктованную шиллеровским сюжетом, чешские народные мелодии, связав её с мотивами национально-освободительного движения.
Сметана прожил в Гётеборге до 1861 года. Осенью 1860 года почти одновременно произошли два важных для него события: Австрия, ослабленная поражениями при Мадженте и Сольферино, обнародовала «Октябрьский диплом» — новую конституцию, предоставившую чешскому языку равноправный статус, а вскоре после этого скончалась жена Сметаны Катаржина. Вернувшись в Прагу, он на следующий год женился на Беттине Фердинанди. В Праге Сметана развил активную деятельность сразу в нескольких сферах, в 1863—1865 годах возглавляя хоровое общество «Глагол Пражский», в 1863 году основав музыкальный отдел художественного общества «Умелецка беседа» и сотрудничая как журналист с газетой Národní listy в 1864—1865 годах. В 1863—1866 годах также снова действовала его музыкальная школа.
Особое внимание в 1860-е годы Сметана уделял созданию чешского национального музыкального театра. По решению чешского земского сейма уже в 1862 году начал работу Временный театр, функционировавший до завершения строительства пражского Национального театра. 5 января 1866 года в театре прошла премьера первой оперы Сметаны — «Бранденбуржцы в Чехии». Это произведение, ставшее также первой чешской историко-героической оперой, было написано на либретто Карела Сабины и посвящено борьбе Чехии против иноземных захватчиков в XIII веке. Также на либретто Сабины в том же году была создана самая популярная из опер Сметаны — лирико-комическая опера «Проданная невеста», в которой использованы ритмы и мотивы чешских народных песен и танцев (полька, фуриант, скочна, дупак). Успех двух опер Сметаны помог ему занять пост дирижёра Временного театра, на котором он оставался на протяжении восьми лет. В этом качестве он ввёл в репертуар театра, помимо западноевропейской классики, также оперы чешских (Шкроуп, Бендль) и русских композиторов. Им также была основана при театре оперная школа, однако это начинание оказалось недолговечным.
В мае 1868 года состоялась премьера новой героико-трагической оперы Сметаны «Далибор», приуроченная к закладке здания Национального театра. Героем оперы, созданной на либретто Йозефа Венцига (чешский перевод Эрвина Шпиндлера), стал рыцарь, за покровительство восставшим крестьянам заключённый в крепость. Опера подверглась критике с двух направлений. Некоторые критики посчитали её слишком «вагнеровской» из-за отказа от традиционной увертюры, развёрнутых сцен и использования лейтмотивов. Одновременно она была отрицательно воспринята консервативными кругами, посчитавшими её сюжет чересчур вызывающим, и Сметана на некоторое время ушёл в переписывание и без того успешной «Проданной невесты». Опера быстро исчезла из репертуара, что вызвало общественные протесты — начал издаваться одноимённый журнал, в защиту Сметаны выступали Ян Неруда и другие патриотически настроенные деятели.
Уже в конце 1860-х годов Сметана задумал ещё одну оперу национального содержания «Либуше», посвящённую легендарной основательнице Праги. Работа над этой «торжественной картиной в трёх частях» была завершена к 1872 году, и первоначально автор предполагал, что её первое исполнение будет приурочено к коронации Франца Иосифа I как короля Богемии, но эта коронация так и не состоялась. В результате премьера прошла только 11 июня 1881 года, на торжественном открытии Национального театра. По завершении работы над «Либуше», в 1873—1874 годах, Сметана писал оперу «Две вдовы» (либретто Э. Цюнгеля на основе одноимённой комедии Ф. Мальфиля). Подобно «Проданной невесте», Сметана широко использовал в этой опере народные мотивы, на сей раз — городскую песню. Исполнение «Двух вдов» стало последним, которым дирижировал сам автор. В 1874 году его здоровье пошатнулось — как считалось долгие годы, в результате перенесённого сифилиса, хотя новейшие исследователи объясняют это хроническим воспалением лицевых тканей в результате ранения в 11-летнем возрасте. У композитора начались сильные головные боли и постепенная потеря слуха — первые симптомы развившегося позже нервного заболевания, ему пришлось оставить пост дирижёра и расстаться с театром. Поселившись в Ябкенице с семьёй дочери, композитор в 1874—1879 годах работал над циклом симфонических поэм «Моя родина». Цикл из шести поэм был целиком впервые исполнен также в 1881 году. Также с середины 1870-х по начало 1880-х годов были закончены ещё три оперы на либретто Элишки Красногорской, квартет «Из моей жизни» (1876), фортепианная пьеса «Чешские танцы» (1879), оркестровый «Пражский карнавал» (1883) и другие произведения. Ещё одна опера на либретто Красногорской — «Виола» (по мотивам шекспировской «Двенадцатой ночи») — не была завершена. Уровень создаваемой Сметаной в эти годы музыки был неровным — шедевры чередовались с произведениями, которые характеризуют разорванность формы и излишняя ладогармоническая сложность.
К 1882 году работоспособность Сметаны была подорвана ещё сильнее начавшейся потерей памяти и речи. У него участились приступы депрессии. В ноябре 1883 года он в последний раз приехал в Прагу, чтобы присутствовать на повторном открытии Национального театра, отстроенного после пожара — по этому случаю в театре 18 ноября была вновь представлена «Либуше». Последние несколько месяцев жизни композитор провёл в пражской лечебнице для душевнобольных, где и умер 12 мая 1884 года. Сметана похоронен на Вышеградском кладбище.

## Творчество
Сметана — один из крупнейших музыкантов Чехии, считающийся основоположником национальной композиторской школы. Он первым из композиторов использовал в своих сочинениях чешские народные сюжеты и мотивы. Ему также принадлежит первая в истории опера, целиком написанная на чешском языке, — «Бранденбуржцы в Чехии». Творчество Сметаны оказало огромное влияние на чешских композиторов последующих поколений — Антонина Дворжака, Зденека Фибиха и др.
Одна из симфонических поэм цикла «Моя родина» — «Влтава» — стала неофициальным чешским национальным гимном. С исполнения «Моей родины» ежегодно начинается фестиваль «Пражская весна», а опера «Либуше» исполняется в дни национальных праздников Чехии.

## Память

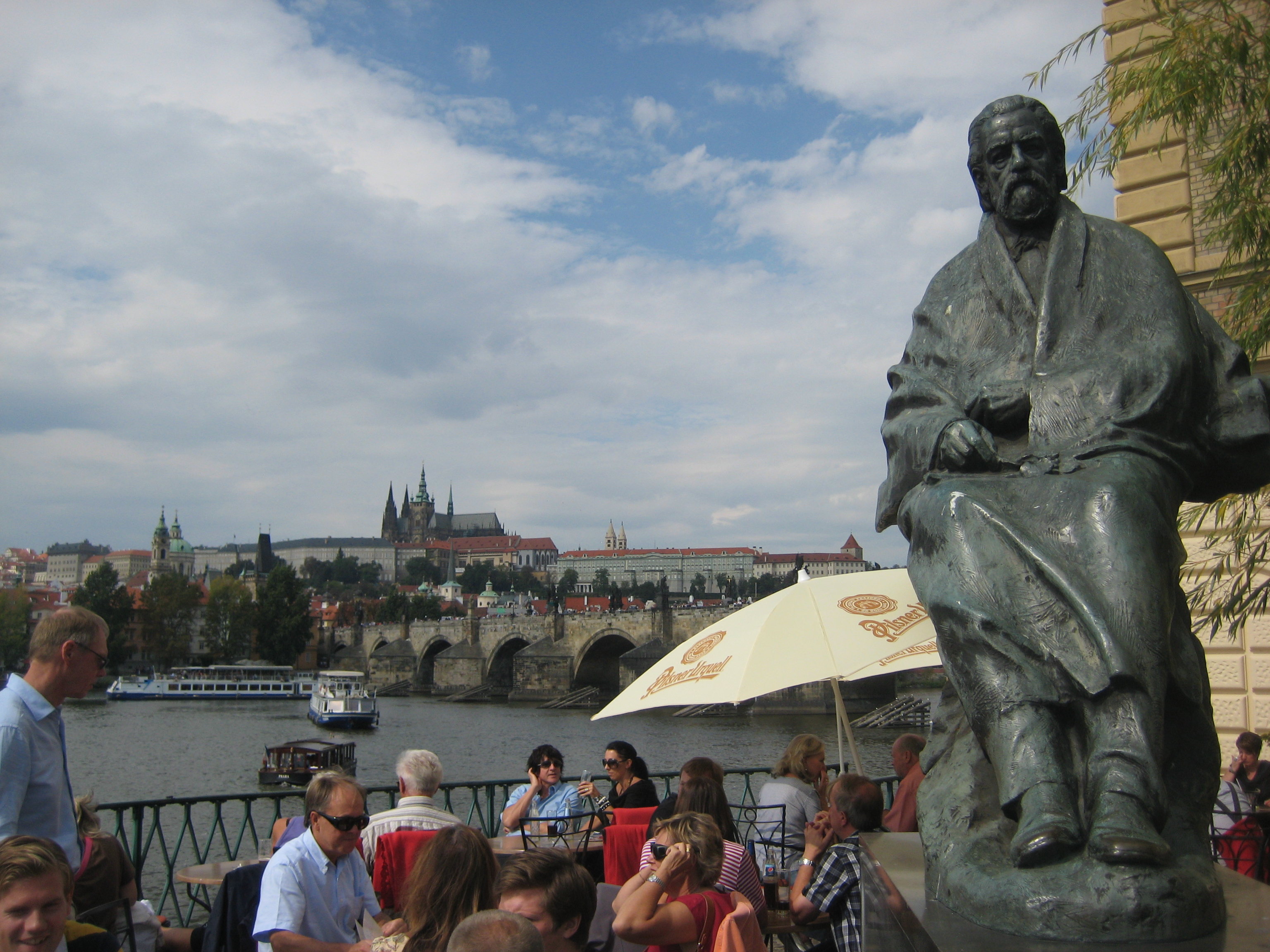
Памятник Бедржиху Сметане в Праге

- В Праге с 1936 года открыт музей Бедржиха Сметаны.
- В память о Сметане фестиваль «Пражская весна» открывается в день его смерти, 12 мая, исполнением самого известного сочинения композитора — цикла «Моя родина».
- Памятники выдающемуся композитору установлены в Праге, Литомишле, Пльзене, Оломоуце, Карловых Варах и других чешских городах.
- В честь композитора назван астероид (2047) Сметана[13].

### Кинематограф
- В 1955 году вышел фильм «Из моей жизни» Вацлава Кршки, в котором роль композитора исполнил Карел Хёгер.

## Основные сочинения

### Оперы
- «Бранденбуржцы в Чехии» (Braniboři v Čechách; 1863)
- «Проданная невеста» (Prodaná nevěsta; 1866, вторая редакция 1870)
- «Далибор» (Dalibor; 1867)
- «Либуше» (Libuše; 1872)
- «Две вдовы» (Dvě vdovy; 1874)
- «Поцелуй» (Hubička; 1876)
- «Тайна» (Tajemství; 1878)
- «Чёртова стена» (Čertova stěna; 1882)
- «Виола» (Viola; 1872—1884, не окончена)

### Симфонические произведения
- «Шведские песни», цикл симфонических поэм: «Ричард III», «Лагерь Валленштейна», «Гакон Ярл» (1859—1861).
- «Моя родина», цикл симфонических поэм: «Вышеград», «Влтава», «Шарка», «В лесах и лугах Чехии», «Табор», «Бланик» (1874—1879).
- Симфония E-dur «Триумфальная» (1853—1854).
- «Пражский карнавал» (не окончен).

### Камерные произведения
- Фортепианное трио g-moll.
- Два струнных квартета:
  - e-moll «Из моей жизни», 1876.
  - № 2 d-moll, 1883.
- Сюита «С родины» для скрипки и фортепиано.

### Сочинения для фортепиано
- Соната e-moll для двух фортепиано в восемь рук (1846).
- Шесть прелюдий.
- Рондо C-dur.
- Польки.
- Чешские танцы.
- Концертный этюд соль-диез минор (Op. 17, 1861).

### Вокальные и хоровые сочинения
- Пять песен для голоса и фортепиано на слова Витеслава Галека.
- Чешские песни для мужского хора a capella.
- Три песни для женского хора a capella.
- Кантата «Чешская песня» для смешанного хора и оркестра.